# Campeonato Haitiano de Futebol
O Campeonato Haitiano de Futebol, Ligue Haïtienne, Haiti Division 1 Ligue, ou  simplesmente, Championnat Haïtien de Futootball Professionale, é uma liga haitiana de futebol profissional entre clubes do Haiti, que é a principal competição futebolística do país. É por meio desta competição que é indicados os representantes para a Copa dos Campeões dos Clubes Caribenhos. Atualmente é também conhecido oficialmente de Digicel Première Division (por motivos de patrocínio).
Criada oficialmente na temporada 1937/1938, tem como maior campeão nacional o Racing Club Haïtien, detentor de 14 títulos e o Violette Athletic Club,  como segundo maior, detentor de 6 títulos nacionais, promovendo um dos maiores clássicos no Haiti. Atualmente é disputada nos mesmos moldes dos grandes campeonatos sul-americanos. Possui dois turnos; Ouverture e Clôture. Como na Argentina, Clausura e Apertura.

## História
Tendo seu primeiro campeonato, oficialmente inicializado na temporada de 1937/38, é uma das competições futebolísticas mais antiga das Américas.
O futebol no país ainda é de pouca expressão, mas já teve clubes campões da maior competição da América do Norte, Central e Caribe, a Liga dos Campeões da CONCACAF. O futebol do pais já estreou Copas do Mundo, participando pela primeira vez em 1974 na Alemanha. Desde 2016, é patrocinado pelo grupo de comunicação mobile Digicel, que vem desenvolvendo o futebol no país junto ao presidente da Fédération Haïtienne de Football, Jean-Bart Yves.

## Formato
A partir da temporada de 1987/88, o campeonato adotou o formato de liga para melhorar mais a forma de disputa da competição. Desde de 2002 até à atualidade, com exceção de 2004, que não houve competição e a temporada 2005/06 e os anos de 2012 e 2013, o campeonato adotou mais um formato para a liga. Atualmente usa um sistema de Pontos corridos, contra todos contra todos, nos moldes de competições sul-americanas, como no caso do Campeonato Argentino de Futebol que usam torneios por temporadas divididos em Clausura e Apertura. A Digicel Première Division está dividido em dois torneios: Ouverture e Clôture, que ambos os vencedores são os campeões nacionais.

## Campeões
| Ano     | Campeão                 | Cidade                  |
| ------- | ----------------------- | ----------------------- |
| 1937/38 | Racing Club Haïtien     | Port-au-Prince          |
| 1939    | Violette Athletic Club  | Port-au-Prince          |
| 1940    | Hatüey Bacardi Club     | Port-au-Prince          |
| 1941    | Racing Club Haïtien     | Port-au-Prince          |
| 1942    | Etoile Haïtienne        | Port-au-Prince          |
| 1943    | Arsenal FC              |                         |
| 1944    | Etoile Haïtienne        | Port-au-Prince          |
| 1945    | Hatüey Bacardi Club     | Port-au-Prince          |
| 1946    | Racing Club Haïtien     | Port-au-Prince          |
| 1947    | Racing Club Haïtien     | Port-au-Prince          |
| 1948    | Excelsior AC            | Port-au-Prince          |
| 1949    | campeonato interrumpido | campeonato interrumpido |
| 1950    | Excelsior AC            | Port-au-Prince          |
| 1951    | Excelsior AC            | Port-au-Prince          |
| 1952/53 | Aigle Noir AC           | Port-au-Prince          |
| 1953/54 | Racing Club Haïtien     | Port-au-Prince          |
| 1954    | não disputado           |                         |
| 1955    | Aigle Noir AC           | Port-au-Prince          |
| 1956    | Jeunesse Pétion-Ville   | Pétion-Ville            |
| 1957    | Violette Athletic Club  | Port-au-Prince          |
| 1958    | Racing Club Haïtien     | Port-au-Prince          |
| 1961    | Etoile Haitienne        | Port-au-Prince          |
| 1962    | Racing Club Haïtien     | Port-au-Prince          |
| 1963-67 | desconhecido            | desconhecido            |
| 1968    | Violette Athletic Club  | Port-au-Prince          |
| 1969    | Racing Club Haïtien     | Port-au-Prince          |
| 1970    | Aigle Noir AC           | Port-au-Prince          |
| 1971    | Don Bosco FC            | Pétion-Ville            |
| 1972-82 | desconhecido            | desconhecido            |
| 1983    | Violette Athletic Club  | Port-au-Prince          |
| 1984-87 | desconhecido            | desconhecido            |

Ligue Haïtienne
| Campeonato Nacional (formato de liga) | Campeonato Nacional (formato de liga) | Campeonato Nacional (formato de liga) |
| Ano                                   | Campeão                               | Cidade                                |
| ------------------------------------- | ------------------------------------- | ------------------------------------- |
| 1987/88                               | Aigle Rouge                           | Gonaïves                              |
| 1988/89                               | FICA                                  | Cap-Haïtien                           |
| 1989/90                               | FICA                                  | Cap-Haïtien                           |
| 1990/91                               | FICA                                  | Cap-Haïtien                           |
| 1991/92                               | não finalizado                        | não finalizado                        |
| 1992/93                               | Tempête                               | Saint-Marc                            |
| 1993/94                               | FICA                                  | Cap-Haïtien                           |
| 1994/95                               | Violette Athletic Club                | Port-au-Prince                        |
| 1996                                  | Racing des Gônaïves                   | Gônaïves                              |
| 1997                                  | AS Capoise                            | Cap-Haïtien                           |
| 1998                                  | FICA                                  | Cap-Haïtien                           |
| 1999                                  | Violette Athletic Club                | Port-au-Prince                        |
| 2000                                  | Racing Club Haïtien                   | Port-au-Prince                        |
| 2001                                  | FICA                                  | Cap-Haïtien                           |
| 2002-A                                | Roulado FC                            | Gônaïves                              |
| 2002-C                                | Racing Club Haïtien                   | Port-au-Prince                        |
| 2003-A                                | Don Bosco FC                          | Pétion-Ville                          |
| 2003-C                                | Roulado FC                            | Gônaïves                              |
| 2004                                  | não disputado                         | não disputado                         |
| 2004/05-A                             | AS Mirebalais                         | Mirebalais                            |
| 2004/05-C                             | Baltimore SC                          | Saint-Marc                            |
| 2005/06                               | Baltimore SC                          | Saint-Marc                            |

### Ouverture e Clôture
Ouverture
Clôture

## Títulos por clube
| Clube                 | Cidade          | Títulos | Anos dos títulos                                                                             |
| --------------------- | --------------- | ------- | -------------------------------------------------------------------------------------------- |
| Racing Club Haïtien   | Port-au-Prince  | 14      | 1937/38, 1941, 1946, 1947, 1953/54, 1958, 1962, 1963, 1966, 1967, 1969, 2000, 2002-C, 2009-C |
| FICA                  | Cap-Haïtien     | 8       | 1988/89, 1989/90, 1990/91, 1993/94, 1998, 2001, 2015-C, 2016-C                               |
| Violette AC           | Port-au-Prince  | 7       | 1939, 1957, 1968, 1983, 1994/95, 1999, 2020/21-A                                             |
| Tempête FC            | Saint-Marc      | 5       | 1992/93, 2008-A, 2009-A, 2010-A, 2011-C                                                      |
| Don Bosco FC          | Pétionville     | 5       | 1971, 2003-A, 2014-C, 2015-A, 2018-C                                                         |
| Baltimore SC          | Saint-Marc      | 4       | 2004/05-C, 2005/06-A, 2007-A, 2011-A                                                         |
| Aigle Noir AC         | Port-au-Prince  | 4       | 1952/53, 1955, 1970, 2005/06-C                                                               |
| Etoile Haïtienne      | Port-au-Prince  | 3       | 1942, 1944, 1961                                                                             |
| Excelsior AC          | Port-au-Prince  | 3       | 1948, 1950, 1951                                                                             |
| Racing FC             | Gonaïves        | 3       | 1996, 2008-C, 2016-A                                                                         |
| AS Capoise            | Cap-Haïtien     | 3       | 1997, 2017-C, 2018-A                                                                         |
| Hatüey Bacardi Club   | Port-au-Prince  | 2       | 1940, 1945                                                                                   |
| Roulado FC            | Gônaïves        | 2       | 2002-A, 2003-C                                                                               |
| AS Mirebalais         | Mirebalais      | 2       | 2004/05-A, 2013                                                                              |
| Arsenal FC            |                 | 1       | 1943                                                                                         |
| Jeunesse Pétion-Ville | Pétionville     | 1       | 1956                                                                                         |
| Aigle Rouge           | Gonaïves        | 1       | 1987/88                                                                                      |
| AS Cavaly             | Léogâne         | 1       | 2007-C                                                                                       |
| Victory SC            | Puerto Príncipe | 1       | 2010-C                                                                                       |
| Valencia Léogâne FC   | Léogâne         | 1       | 2012                                                                                         |
| América des Cayes FC  | Les Cayes       | 1       | 2014-A                                                                                       |
| Real Hope FA          | Cap-Haïtien     | 1       | 2017-A                                                                                       |
| Arcahaie FC           | Arcahaie        | 1       | 2019-A                                                                                       |

## Artilheiros
| Ano     | Goleador            | Time          | Gols |
| 1999    | Golman Pierre       | FICA          | 19   |
| 2001    | Golman Pierre       | FICA          | 24   |
| 2002    | Jean-Robert Menelas | Roulado       | 16   |
| 2005–06 | Roscaldo Jérémie    | AS Mirebalais | 10   |
| 2008    | Ricardo Charles     | Victory SC    | 12   |